# Varahagiri Venkata Giri
Varahagiri Venkata Giri (uitspraakⓘ) (Berhampur (hedendaags Odisha), 10 augustus 1894 – Chennai, 23 juni 1980), beter bekend in India als V.V. Giri, was een Indiaas politicus voor de Congrespartij en de vierde president van India.

## Jeugd en opleiding
Giri was de zoon van Varahagiri Venkata Jogaiah, en groeide op in Brahmapur (Berhampur) in de toenmalige provincie Madras van het Britse Rijk, waar India toen nog onderdeel van uitmaakte. Het stadje is tegenwoordig onderdeel van de deelstaat Odisha. Zijn vader was een eminent advocaat en verhuisde naar Brahmapur vanuit het dorp Chintalapalli, tegenwoordig onderdeel van het district Oost-Godavari in Andhra Pradesh.
In 1913 ging V.V. Giri rechten studeren aan het University College Dublin, maar hij werd uit het land gezet in 1916 toen hij betrokken raakte bij Sinn Féin en nauwe contacten ontwikkelde met leiders van die beweging.

## Carrière
Toen hij terugkeerde in India raakte hij betrokken bij de arbeidersbeweging, werd algemeen secretaris en later president van de All-India Railwaymen's Federation. Hij werd twee keer president van het All-India Trade Union Congress. Giri werd in 1934 lid van de Imperial Legislative Assembly, het parlement van de kolonie India dat in eerste instantie nog zeer beperkte rechten had. In de algemene verkiezingen van 1936 in Madras werd hij als kandidaat voor de congrespartij gekozen in Bobbili ten koste van de raja van Bobbili. Hij werd minister van Arbeid en Industrie in 1937 voor de Congrespartij-regering van premier Chakravarti Rajagopalachari in de provincie Madras.
Toen de Congrespartij in 1942 de macht kwijtraakte in de provincie, keerde hij terug naar de arbeidersbeweging, werd hij actief in de Quit India-beweging en werd hij gevangengezet door de Britten in Rajahmundry Jail. Nadat India de onafhankelijkheid verkregen had, werd hij benoemd tot Hoge Commissaris voor Ceylon en werd hij in 1952 gekozen in de eerste samenstelling van de Lok Sabha (lagerhuis) voor Pathapatnam.. Hij werd minister van Arbeid tot hij in 1954 ontslag nam.
Van 1956 tot 1967 was hij gouverneur van Uttar Pradesh (1956 – 1960), Kerala (1960 – 1965) en Karnataka / Mysore (1965 – 1967). In 1967 werd hij gekozen als de derde vicepresident van India. Na het overlijden van de zittende president Zakir Hussain werd Giri waarnemend president van het land. Hoewel de Congrespartij Neelam Sanjiva Reddy als kandidaat op het oog had, schreef Giri zich in als onafhankelijk kandidaat voor de presidentsverkiezingen en genoot hij de stilzwijgende steun van de minister-president, Indira Gandhi. Naast de twee leden van de Congrespartij was er nog een derde kandidaat, Chintaman Dwarakanath Deshmukh, namens de rechtse oppositie. Door zijn kandidatuur, gaf hij zijn functie als waarnemend president over.
Na een spannende verkiezing had geen van de kandidaten een volstrekte meerderheid van de voorkeurstemmen behaald. Na het tellen van de "tweede voorkeur"-stemmen bleek Giri de winnaar. Op 28 augustus 1969 werd hij beëdigd, en hij bleef president tot 28 augustus 1974.
Giri kreeg de hoogste burgeronderscheiding van India, de Bharat Ratna, in 1975. Hij schreef onder meer boeken over Industrial Relations (industriële banden) en Labour problems in India Industry (arbeidsproblematiek in Indiase industrie).